# Sportpark De Hutgraaf
Sportpark De Hutgraaf was een sportpark gelegen aan de Houtduiflaan te Beuningen, midden in een woonwijk.
Het werd bespeeld door de enige voetbalclub van het dorp: Beuningse Boys. Ook speelde korfbalvereniging NAS hier jarenlang haar wedstrijden, maar zij is inmiddels naar Sportpark Den Alst verhuisd, dat tegen de grens met Ewijk ligt.
Het sportpark beschikte over meer dan twintig kleedkamers, vijf voetbalvelden (waarvan één kunstgrasveld) plus een normaal en een klein trainingsveld. Het in 2002 aangelegde kunstgrasveld, het eerste in de provincie Gelderland, is ontstaan uit noodzaak, omdat door de vele elftallen de velden overbelast werden.
Op de locatie staat een nieuwbouwwijk.